# Stary Dwór (powiat wrocławski)
Stary Dwór (niem. Vorwerk Althof) – osada w Polsce położona w województwie dolnośląskim, w powiecie wrocławskim, w gminie Kąty Wrocławskie.
W latach 1975–1998 miejscowość należała administracyjnie do województwa wrocławskiego.
Na koniec 2011 r. Stary Dwór liczył 80 mieszkańców.
Inne miejscowości o nazwie Stary Dwór: Stary Dwór